# Fórmula de Holliday-Segar
La fórmula de Holliday-Segar es una fórmula para ayudar a aproximar la pérdida de agua y calorías (y, por lo tanto, los requerimientos hídricos) utilizando la masa corporal del paciente. Dirigida principalmente a pacientes pediátricos, la fórmula de Holliday-Segar es la estimación más utilizada de las necesidades calóricas diarias. Hasta la fecha, la fórmula continúa recomendándose en las pautas de práctica clínica actuales de la Academia Estadounidense de Pediatría, la Sociedad Estadounidense de Nutrición Parenteral y Enteral y el Servicio Nacional de Salud del Reino Unido. Desarrollada en 1957 por los médicos Malcolm Holliday y William Segar mientras estaban en la Escuela de Medicina de la Universidad de Indiana, dichos investigadores concluyeron que existe una relación no lineal entre el gasto de energía y la masa solo para determinar los requerimientos de líquidos.
| Por cada kilogramo en este rango | Costo calórico diario por kilogramo |
| -------------------------------- | ----------------------------------- |
| 1–10 kg                          | 100 kcal/kg/día                     |
| 11–20 kg                         | 50 kcal/kg/día                      |
| >20 kg                           | 20 kcal/kg/día                      |

## Ejemplo resuelto
Para estimar los requerimientos diarios de líquidos de un niño de 9 años que tiene por masa 32 kg, 10*100 + 10*50 + 12*20 = 1740 kcal por día. Con una conversión de 1 kcal/1 mL, los requerimientos diarios de H2O serían por lo tanto 1740 mL.

## Limitaciones
Si bien se puede generalizar a la mayoría de las cohortes, la fórmula de Holliday-Segar puede estimar de manera inadecuada los requerimientos calóricos en pacientes afectados por fiebre, hipotermia o estados de mayor actividad (como hipertiroidismo o estado epiléptico). Además, la fórmula solo se puede aplicar a pacientes mayores de 2 semanas de edad.